# Астахов, Михаил Васильевич
Михаил Васильевич Астахов (19 января 1948 — 25 мая 2022) — советский и российский учёный-химик, доктор химических наук, профессор кафедры физической химии НИТУ «МИСиС», один из зачинателей нанотехнологий в СССР, лауреат Премии Правительства Российской Федерации в области образования (2011), почётный работник высшего профессионального образования Российской Федерации.

## Биография
Астахов Михаил Васильевич родился в 1948 г. Учился в химическом классе школы № 174 города Москвы. В 1966 г. поступил в МИСиС, закончил физико-химический факультет в 1973 г. Кандидат химических наук с 1981 г., доктор химических наук с 1990 г. Тема докторской диссертации: «Поражающие действия специальных видов оружия, средства и способы защиты». Работает на кафедре физической химии НИТУ «МИСиС», с 1973 ассистент, с 1982 по 1992 доцент, а с 1992 по 2000 г. профессор.
С 2000 г.  являлся заведующим кафедрой физической химии НИТУ «МИСиС». С 2003 является научным руководителем информационно-аналитического центра «Наноматериалы и нанотехнологии».
Председатель Учебно-методической комиссии по специальности 210602 «Наноматериалы». Член редакционного совета журналов «Микро- и наносистемная техника», «Цветные металлы», «Материалы электронной техники».

## Научная и образовательная деятельность
М. В. Астахов — известный специалист в области наноматериалов, один из зачинателей этого научного направления в СССР. Вот как он рассказывал об этом в интервью «Радио СИТИ-FM»: «Лет 60 уже наверно этому „нано“ в нашей стране и в частности в Москве. Но раньше это просто называлось немножко другими словами: „ультрадисперсная система“ или „ультрадисперсные материалы“. В 1954-м году, если мне память не изменяет, была получена Ленинская премия за использование наноматериалов для атомной промышленности. И потом была секция при Академии наук по „ультрадисперсным системам“, я входил в эту секцию».
Научные интересы М. В. Астахова: исследование наноматериалов, изучение влияния размера частиц на химическую и фазовую устойчивость, резонансное взаимодействие электромагнитного излучения с дипольными нанокристаллическими частицами.
Научная специализация связана с получением нанокристаллов и изучением влияния размера частиц на химическую и фазовую устойчивость. На основе полученных им экспериментальных данных им была развита модель резонансного взаимодействия электромагнитного излучения с дипольными нанокристаллическими частицами. Разработанный им совместно с его учениками подход позволил получить высокоэффективный широкополосный поглотитель электромагнитного излучения в гигагерцовых диапазоне частот.
Под его руководством выполнено более 30 дипломных работ, 7 кандидатских диссертаций, более 20 научно-исследовательских работ, проводимых в рамках различных грантов и хоздоговорных тем.
М. В. Астахов соавтор более 150 научных и методических публикаций и 16 изобретений.
В 2017 году профессор Астахов стал руководителем впервые проводимой материаловедческой проектной смены «Новые материалы» в образовательном центре «Сириус».
Скончался 25 мая 2022 года на 75-м году жизни.

## Признание
В 2011 году М. В. Астахов стал лауреатом Премии Правительства РФ в области образования за научно-практическую и методическую разработку «Создание инновационной научно-образовательной системы подготовки кадров высшей квалификации в области нанотехнологий и наноматериалов».

## Избранные публикации
- Астахов М. В., Родин А. О., Селезнев В. В., Пигузов М. Ю. Влияние дефоpмации на сцинтилляционные свойства фтоpида баpия // Химическая технология. 2009. № 11. С. 652—658.
- Astakhov M. V., Rodin A. O., Seleznev V. V., Piguzov M. Yu. Scintillation kinetic properties of deformed alkali halide powder S // Inorganic Materials: Applied Research. 2011. Vol. 2, No 4. P. 349—354.
- Astakhov M. V., Rodin A. O., Seleznev V. V.; et al. Effect of deformation on the scintillation properties of barium fluoride // Theoretical foundations of chemical engineering. 2011. Vol.45, Is. 4. P. 461—467.
- Astakhov M. V., Muratov V. A., Frantsuzov A. A. Natural friquencies of vibration of fine particles and interaction of the particles with electromagnetic radiation // J. Phis. Condenc. Matterials. 1995. Vol. 7. P. 4565-4571.
- Astakhov M. V., Belanov G. S., Vasilchenko V. G., Rodin A. O., Samoilenko V. D., Solovev A. S. Properties of Severely Deformed CsI-based Scintillators // Instruments and Experimental Techniques. 2006. Vol. 49, No5. P. 637—644.
- Астахов М. В. Физико-химические свойства индивидуальных наночастиц и их ансамблей // Изв. вузов. Материалы электронной техники. 2002. № 2. С. 15-20.
- Гарафутдинова М. А., Астахов М. В., Колобов Ю. Р. и др. Методы модификации поверхностей материалов и формирования биоактивных покрытий на медицинских имплантатах // Материаловедение.2013 № 12.
- Astakhov M. V., Kaputkina N. E. Shape transformation of pulse and absorption of electromagnetic radiation due to interaction with nanoparticle materials // First International Conference on Nanostructured Materials and Nanocomposites (ICNM 2009). Kottayam, Kerala, India, 2009.
- Astakhov M. V., Kaputkina N. E. Nanoparticle materials with resonant mechanisms of interaction with electromagnetic radiations: absorption and shape transformation of pulse of electromagnetic radiation // International Conference «Nanoscience&Nanotechnology (N&N2005)». Frascati, Italy, 2005.
- Astakhov M. V. Development of composite electrodes from modified carbon materials for supercapacitors // International Conference on Intergranular and Interface Boundaries in Materials 2013 (iib2013). Greece, 23-28 June 2013.
- Астахов М. В., Родин А. О., Капуткина Н. Е. и др. Перспективные материалы. — Витебск: Изд-во УО «ВГТУ», 2009. — 548 с.